# 非洲結耙非鯽
非洲結耙非鯽，為輻鰭魚綱鱸形目隆頭魚亞目慈鯛科的其中一種，分布於非洲象牙海岸卡瓦利河流域，體長可達7.7公分，棲息在底層水域，生活習性不明。

## 擴展閱讀
維基物種上的相關：非洲結耙非鯽